# The Big Beat 1963
The Big Beat 1963 es un álbum de descarga digital que compila grabaciones de Brian Wilson, The Beach Boys y The Honeys editado en 2014 exclusivamente a través de la tienda de iTunes Store. El álbum fue editado para resguardar los derechos de estas grabaciones en el mercado europeo, puesto que la legislación actual establece que aquellos registros que permanezcan inéditos tras 50 años pasan al dominio público.
Por este motivo se han editado otros álbumes con grabaciones inéditas como The 50th Anniversary Collection de Bob Dylan y The Beatles Bootleg Recordings 1963 de The Beatles.

## Lista de canciones
1. The Big Beat — grabada por Bob & Sheri (Brian Wilson)
2. First Rock and Roll Dance (Instrumental) — grabado por Brian Wilson (Brian Wilson)
3. Gonna Hustle You (a.k.a. New Girl In School) [Demo] — grabado por Brian Wilson (Brian Wilson, Bob Norberg)
4. Ride Away — grabado por Bob & Sheri (Brian Wilson, Bob Norberg)
5. Funny Boy — grabado por The Honeys (Brian Wilson)
6. Marie — grabado por Bob Norberg y Brian Wilson, con The Honeys (Brian Wilson)
7. Mother May I — grabado por The Beach Boys (Brian Wilson)
8. I Do (Demo) — grabado por The Beach Boys (Brian Wilson, Roger Christian)
9. Bobby Left Me (Backing track) — grabado por Brian Wilson (Brian Wilson)
10. If It Can’t Be You (a.k.a. I’ll Never Love Again) — grabado por Gary Usher (Brian Wilson)
11. You Brought It All On Yourself — grabado por The Honeys (Brian Wilson)
12. Make The Night A Little Longer — grabado por The Honeys (Carole King, Gerry Goffin)
13. Rabbit’s Foot (Unfinished track w/backing vocals) — grabado por The Honeys (Brian Wilson)
14. Summer Moon — grabado por Vicki Kocher y Bob Norberg (Brian Wilson)
15. Side Two (Instrumental) — grabado por Brian Wilson (Brian Wilson)
16. Ballad Of Ole Betsy (Demo) — grabado por The Beach Boys (Brian Wilson, Roger Christian)
17. Thank Him (Demo)— grabado por Brian Wilson (Brian Wilson)
18. Once You’ve Got Him — grabado por The Honeys (Ginger Blake, Dianne Rovell)
19. For Always And Forever (Demo) — grabado por The Honeys (Ginger Blake, Dianne Rovell)
20. Little Dirt Bike (Demo) — grabado por The Honeys (Ginger Blake, Dianne Rovell)
21. Darling I’m Not Stepping Out On You (Demo) — grabado por The Honeys (Ginger Blake, Dianne Rovell)
22. When I Think About You (Demo) — grabado por The Honeys (Ginger Blake, Dianne Rovell)